# Lukostřelba na letních olympijských hrách
Lukostřelba byla na Letních olympijských hrách poprvé roku 1900, dále byla jeho součástí ještě v letech 1904, 1908 a 1920.
Pro letní olympijské hry 1924 byla lukostřelba z programu olympijských her vyřazena. V roce 1958 rozhodl Mezinárodní olympijský výbor o možnosti zařazení lukostřelby na program olympijských her, pokud o to projeví organizační výbor zájem. Konečně byla lukostřelba zařazena na letní olympijské hry 1972 v Mnichově.

## Historie
Program lukostřeleckých soutěží na olympijských hrách 1900, 1904, 1908 a 1920 se značně lišil od současného, navíc jsou dodnes rozpory mezi odborníky o to, které soutěže byly vůbec na programu olympijských her. Jednotlivé organizační výbory libovolně zařazovaly na olympijské hry různé lukostřelecké disciplíny, neboť neexistovala žádná řídící mezinárodní federace (FITA vznikla až v roce 1931).
Na programu LOH 1900 bylo šest disciplín (pouze pro muže), v roce 1904 tři pro muže a tři pro ženy, v roce 1908 dvě pro muže a jedna pro ženy, v roce 1920 deset disciplín pro muže (včetně soutěží družstev).
Olympijskou lukostřeleckou soutěž řídí Světová lukostřelecká federace - WA (dříve Mezinárodní lukostřelecká federace - FITA).
| Kategorie                         | 72 | 76 | 80 | 84 | 88 | 92 | 96 | 00 | 04 | 08 | 12 | 16 | 20 | Celkem |
| --------------------------------- | -- | -- | -- | -- | -- | -- | -- | -- | -- | -- | -- | -- | -- | ------ |
| Muži - Double FITA round          | X  | X  | X  | X  | X  | –  | –  | –  | –  | –  | –  | –  | –  | 5      |
| Ženy - Double FITA round          | X  | X  | X  | X  | X  | –  | –  | –  | –  | –  | –  | –  | –  | 5      |
| Družstvo mužů - Double FITA round | –  | –  | –  | –  | X  | –  | –  | –  | –  | –  | –  | –  | –  | 1      |
| Družstvo žen - Double FITA round  | –  | –  | –  | –  | X  | –  | –  | –  | –  | –  | –  | –  | –  | 1      |
| Muži - Olympic round              | –  | –  | –  | –  | –  | X  | X  | X  | X  | X  | X  | X  | X  | 8      |
| Ženy - Olympic round              | –  | –  | –  | –  | –  | X  | X  | X  | X  | X  | X  | X  | X  | 8      |
| Družstvo mužů - Olympic round     | –  | –  | –  | –  | –  | X  | X  | X  | X  | X  | X  | X  | X  | 8      |
| Družstvo žen - Olympic round      | –  | –  | –  | –  | –  | X  | X  | X  | X  | X  | X  | X  | X  | 8      |
| Celkem                            | 2  | 2  | 2  | 2  | 4  | 4  | 4  | 4  | 4  | 4  | 4  | 4  | 4  | 44     |